# Vela ai Giochi della XVIII Olimpiade - Dragone
La competizione della classe Dragone di vela ai Giochi della XVIII Olimpiade si è svolta nei giorni dal 12 al 21 ottobre 1964 nella Baia di Sagami, con base a Enoshima.

## Partecipanti
| Nazione          | Barca          | Equipaggio                                                   |
| ---------------- | -------------- | ------------------------------------------------------------ |
| Argentina        | Tango          | Jorge Alberto Salas, Jorge del Río Salas, Rodolfo Rivademar  |
| Australia        | Cambria        | Graham Drane, Ian Quartermain, John Coon                     |
| Bahamas          | Guanahani      | Godfrey Kelly, Basil Kelly, Robert Eardley                   |
| Bermuda          | Oleander XII   | Kirk Cooper, Conrad Soares, Penny Simmons                    |
| Canada           | Serendipity    | Ed Botterell, J. J. MacBrien, Lynn Watters                   |
| Danimarca        | White Lady     | Ole Berntsen, Christian von Bülow, Ole Poulsen               |
| Filippine        | Kalayaan       | Fausto Preysler, Feliciano Juntareal, Jesus Maria Villarreal |
| Germania         | Mutafo         | Peter Ahrendt, Ulrich Mense, Wilfried Lorenz                 |
| Giamaica         | Miss Nippon IV | Barton Kirkconnell, Earl Taylor, Steven Henriques            |
| Giappone         | Miss Nippon V  | Saburo Tanamachi, Tadashi Funaoka, Teruyuki Horie            |
| Gran Bretagna    | Andromeda      | Edwin Parry, Jeremy Harris, Peter Reade                      |
| Grecia           | Proteus II     | Odyssevs Eskitzoglou, Georgios Zaimis, Themistoklis Magoulas |
| Hong Kong        | Phoenix        | John Park, Paul Cooper, William Turnbull                     |
| Irlanda          | Akatonbo       | Eddie Kelliher, Harry Maguire, Rob D'Alton                   |
| Italia           | Argeste        | Sergio Sorrentino, Annibale Pelaschiar, Sergio Furlan        |
| Messico          | Acipactli      | Mauricio de la Lama, Eduardo Prieto, Juan Frias              |
| Norvegia         | Monica         | Morits Skaugen, Egil Normann Ly, Knut Bengtson               |
| Paesi Bassi      | Barco Deloro   | Wim van Duyl, Henny Scholtz, Jan Jongkind                    |
| Portogallo       | Grifo IV       | Joaquim Basto, Carlos Ferreira, Eduardo de Queiroz           |
| Stati Uniti      | Aphrodite      | Lowell North, Charles Rogers, Richard Deaver                 |
| Svezia           | Kuling         | Bo Kaiser, Arne Settergren, Styrbjörn Holm                   |
| Thailandia       | Linglom        | Birabongse Bhanubandh, Arunee Bhanubandh, Prateep Areerob    |
| Unione Sovietica | Olen           | Jurij Šavrin, Lev Alekseev, Valerij Nikolin                  |

## Risultati
| Regata 1 12 ottobre | Regata 1 12 ottobre | Regata 1 12 ottobre | Regata 1 12 ottobre | Regata 2 13 ottobre | Regata 2 13 ottobre | Regata 2 13 ottobre | Regata 2 13 ottobre | Regata 3 14 ottobre | Regata 3 14 ottobre | Regata 3 14 ottobre | Regata 3 14 ottobre | Regata 4 15 ottobre | Regata 4 15 ottobre | Regata 4 15 ottobre | Regata 4 15 ottobre |
| Pos.                | Nazione             | Tempo               | Punti               | Pos.                | Nazione             | Tempo               | Punti               | Pos.                | Nazione             | Tempo               | Punti               | Pos.                | Nazione             | Tempo               | Punti               |
| ------------------- | ------------------- | ------------------- | ------------------- | ------------------- | ------------------- | ------------------- | ------------------- | ------------------- | ------------------- | ------------------- | ------------------- | ------------------- | ------------------- | ------------------- | ------------------- |
| 1                   | White Lady          | 2:25:45             | 1463                | 1                   | Andromeda           | 3:13:46             | 1463                | 1                   | Aphrodite           | 2:17:58             | 1463                | 1                   | Mutafo              | 2:14:50             | 1463                |
| 2                   | Argeste             | 2:26:37             | 1162                | 2                   | Proteus II          | 3:14:41             | 1162                | 2                   | Olen                | 2:19:02             | 1162                | 2                   | Andromeda           | 2:15:46             | 1162                |
| 3                   | Aphrodite           | 2:27:08             | 986                 | 3                   | Tango               | 3:15:50             | 986                 | 3                   | Argeste             | 2:19:07             | 986                 | 3                   | Aphrodite           | 2:16:08             | 986                 |
| 4                   | Serendipity         | 2:28:41             | 861                 | 4                   | Serendipity         | 3:17:38             | 861                 | 4                   | White Lady          | 2:19:56             | 861                 | 4                   | Guanahani           | 2:16:38             | 861                 |
| 5                   | Andromeda           | 2:29:23             | 764                 | 5                   | Aphrodite           | 3:18:28             | 764                 | 5                   | Oleander XII        | 2:20:14             | 764                 | 5                   | Barco Deloro        | 2:16:39             | 764                 |
| 6                   | Olen                | 2:30:31             | 685                 | 6                   | Kuling              | 3:19:07             | 685                 | 6                   | Cambria             | 2:20:37             | 685                 | 6                   | Oleander XII        | 2:16:48             | 685                 |
| 7                   | Tango               | 2:30:47             | 618                 | 7                   | Acipactli           | 3:19:52             | 618                 | 7                   | Mutafo              | 2:21:10             | 618                 | 7                   | Serendipity         | 2:16:59             | 618                 |
| 8                   | Mutafo              | 2:31:42             | 560                 | 8                   | Oleander XII        | 3:20:17             | 560                 | 8                   | Barco Deloro        | 2:22:06             | 560                 | 8                   | Olen                | 2:17:01             | 560                 |
| 9                   | Cambria             | 2:32:00             | 508                 | 9                   | Olen                | 3:21:33             | 508                 | 9                   | Andromeda           | 2:22:32             | 508                 | 9                   | Proteus II          | 2:17:12             | 508                 |
| 10                  | Grifo IV            | 2:32:02             | 463                 | 10                  | Mutafo              | 3:21:43             | 463                 | 10                  | Proteus II          | 2:22:39             | 463                 | 10                  | White Lady          | 2:17:30             | 463                 |
| 11                  | Monica              | 2:32:11             | 421                 | 11                  | Argeste             | 3:23:11             | 421                 | 11                  | Serendipity         | 2:22:46             | 421                 | 11                  | Monica              | 2:17:47             | 421                 |
| 12                  | Barco Deloro        | 2:33:03             | 384                 | 12                  | Cambria             | 3:24:22             | 384                 | 12                  | Monica              | 2:23:32             | 384                 | 12                  | Tango               | 2:17:50             | 384                 |
| 13                  | Proteus II          | 2:33:12             | 349                 | 13                  | Guanahani           | 3:24:27             | 349                 | 13                  | Guanahani           | 2:24:00             | 349                 | 13                  | Argeste             | 2:17:54             | 349                 |
| 14                  | Kuling              | 2:33:52             | 317                 | 14                  | Monica              | 3:24:34             | 317                 | 14                  | Grifo IV            | 2:24:19             | 317                 | 14                  | Miss Nippon V       | 2:18:03             | 317                 |
| 15                  | Phoenix             | 2:34:51             | 287                 | 15                  | Kalayaan            | 3:24:39             | 287                 | 15                  | Acipactli           | 2:25:05             | 287                 | 15                  | Akatonbo            | 2:18:40             | 287                 |
| 16                  | Guanahani           | 2:35:05             | 259                 | 16                  | White Lady          | 3:24:52             | 259                 | 16                  | Kuling              | 2:25:46             | 259                 | 16                  | Grifo IV            | 2:19:30             | 259                 |
| 17                  | Miss Nippon V       | 2:35:23             | 232                 | 17                  | Phoenix             | 3:27:06             | 232                 | 17                  | Miss Nippon V       | 2:27:25             | 232                 | 17                  | Acipactli           | 2:20:06             | 232                 |
| 18                  | Akatonbo            | 2:36:29             | 207                 | 18                  | Miss Nippon V       | 3:27:20             | 207                 | 18                  | Tango               | 2:27:40             | 207                 | 18                  | Kuling              | 2:20:37             | 207                 |
| 19                  | Oleander XII        | 2:39:34             | 184                 | 19                  | Grifo IV            | 3:27:58             | 184                 | 19                  | Phoenix             | 2:27:43             | 184                 | 19                  | Phoenix             | 2:22:25             | 184                 |
| 20                  | Linglom             | 2:40:28             | 162                 | 20                  | Akatonbo            | 3:28:11             | 162                 | 20                  | Linglom             | 2:33:41             | 162                 | 20                  | Miss Nippon IV      | 2:23:10             | 162                 |
| 21                  | Kalayaan            | 2:41:12             | 141                 | 21                  | Barco Deloro        | 3:28:22             | 141                 | -                   | Akatonbo            | DNF                 | 101                 | 21                  | Kalayaan            | 2:23:47             | 141                 |
| 22                  | Miss Nippon IV      | 2:49:13             | 120                 | 22                  | Linglom             | 3:31:15             | 120                 | -                   | Miss Nippon IV      | DNF                 | 101                 | 22                  | Linglom             | 2:25:56             | 120                 |
| -                   | Acipactli           | DNF                 | 101                 | 23                  | Miss Nippon IV      | 3:32:37             | 101                 | -                   | Kalayaan            | DNF                 | 101                 | -                   | Cambria             | DNF                 | 101                 |

| Regata 5 19 ottobre | Regata 5 19 ottobre | Regata 5 19 ottobre | Regata 5 19 ottobre | Regata 6 20 ottobre | Regata 6 20 ottobre | Regata 6 20 ottobre | Regata 6 20 ottobre | Regata 7 21 ottobre | Regata 7 21 ottobre | Regata 7 21 ottobre | Regata 7 21 ottobre |
| Pos.                | Nazione             | Tempo               | Punti               | Pos.                | Nazione             | Tempo               | Punti               | Pos.                | Nazione             | Tempo               | Punti               |
| ------------------- | ------------------- | ------------------- | ------------------- | ------------------- | ------------------- | ------------------- | ------------------- | ------------------- | ------------------- | ------------------- | ------------------- |
| 1                   | Oleander XII        | 2:13:43             | 1463                | 1                   | White Lady          | 2:23:28             | 1463                | 1                   | Guanahani           | 2:24:31             | 1463                |
| 2                   | Mutafo              | 2:14:48             | 1162                | 2                   | Oleander XII        | 2:24:51             | 1162                | 2                   | Mutafo              | 2:24:46             | 1162                |
| 3                   | White Lady          | 2:15:40             | 986                 | 3                   | Proteus II          | 2:25:51             | 986                 | 3                   | Tango               | 2:25:07             | 986                 |
| 4                   | Barco Deloro        | 2:16:11             | 861                 | 4                   | Mutafo              | 2:26:39             | 861                 | 4                   | Cambria             | 2:25:43             | 861                 |
| 5                   | Guanahani           | 2:16:41             | 764                 | 5                   | Aphrodite           | 2:26:51             | 764                 | 5                   | Argeste             | 2:25:49             | 764                 |
| 6                   | Argeste             | 2:16:55             | 685                 | 6                   | Andromeda           | 2:27:15             | 685                 | 6                   | Proteus II          | 2:26:13             | 685                 |
| 7                   | Olen                | 2:17:39             | 618                 | 7                   | Argeste             | 2:27:25             | 618                 | 7                   | White Lady          | 2:26:31             | 618                 |
| 8                   | Aphrodite           | 2:18:04             | 560                 | 8                   | Kuling              | 2:27:26             | 560                 | 8                   | Aphrodite           | 2:27:22             | 560                 |
| 9                   | Andromeda           | 2:18:15             | 508                 | 9                   | Guanahani           | 2:27:34             | 508                 | 9                   | Barco Deloro        | 2:27:40             | 508                 |
| 10                  | Kuling              | 2:18:18             | 463                 | 10                  | Olen                | 2:27:46             | 463                 | 10                  | Miss Nippon V       | 2:28:02             | 463                 |
| 11                  | Cambria             | 2:18:23             | 421                 | 11                  | Tango               | 2:28:35             | 421                 | 11                  | Oleander XII        | 2:28:15             | 421                 |
| 12                  | Proteus II          | 2:18:51             | 384                 | 12                  | Cambria             | 2:28:40             | 384                 | 12                  | Olen                | 2:28:44             | 384                 |
| 13                  | Serendipity         | 2:19:18             | 349                 | 13                  | Grifo IV            | 2:28:44             | 349                 | 13                  | Serendipity         | 2:28:46             | 349                 |
| 14                  | Monica              | 2:20:17             | 317                 | 14                  | Serendipity         | 2:28:50             | 317                 | 14                  | Kuling              | 2:29:16             | 317                 |
| 15                  | Tango               | 2:20:38             | 287                 | 15                  | Phoenix             | 2:28:51             | 287                 | 15                  | Phoenix             | 2:29:41             | 287                 |
| 16                  | Miss Nippon V       | 2:21:07             | 259                 | 16                  | Miss Nippon V       | 2:29:24             | 259                 | 16                  | Akatonbo            | 2:29:44             | 259                 |
| 17                  | Akatonbo            | 2:22:20             | 232                 | 17                  | Acipactli           | 2:30:57             | 232                 | 17                  | Grifo IV            | 2:30:15             | 232                 |
| 18                  | Miss Nippon IV      | 2:25:56             | 207                 | 18                  | Monica              | 2:31:38             | 207                 | 18                  | Andromeda           | 2:30:33             | 207                 |
| 19                  | Kalayaan            | 2:26:40             | 184                 | 19                  | Akatonbo            | 2:32:27             | 184                 | 19                  | Monica              | 2:30:48             | 184                 |
| 20                  | Linglom             | 2:41:23             | 162                 | 20                  | Kalayaan            | 2:32:29             | 162                 | 20                  | Acipactli           | 2:31:00             | 162                 |
| -                   | Phoenix             | DNF                 | 101                 | 21                  | Miss Nippon IV      | 2:34:19             | 141                 | 21                  | Kalayaan            | 2:33:23             | 141                 |
| -                   | Acipactli           | DNF                 | 101                 | 22                  | Linglom             | 2:49:37             | 120                 | 22                  | Linglom             | 2:35:26             | 120                 |
| -                   | Grifo IV            | DNF                 | 101                 | -                   | Barco Deloro        | DNF                 | 101                 | -                   | Miss Nippon IV      | DQ                  | 0                   |

## Classifica finale
| Pos.    | Nazione          | Barca          | Equipaggio                                                   | Punti Totali | Punti ottenuti nelle regate | Punti ottenuti nelle regate | Punti ottenuti nelle regate | Punti ottenuti nelle regate | Punti ottenuti nelle regate | Punti ottenuti nelle regate | Punti ottenuti nelle regate |
| Pos.    | Nazione          | Barca          | Equipaggio                                                   | Punti Totali | 1                           | 2                           | 3                           | 4                           | 5                           | 6                           | 7                           |
| ------- | ---------------- | -------------- | ------------------------------------------------------------ | ------------ | --------------------------- | --------------------------- | --------------------------- | --------------------------- | --------------------------- | --------------------------- | --------------------------- |
| Oro     | Danimarca        | White Lady     | Ole Berntsen, Christian von Bülow, Ole Poulsen               | 5854         | 1463                        | 259                         | 861                         | 463                         | 986                         | 1463                        | 618                         |
| Argento | Germania         | Mutafo         | Peter Ahrendt, Ulrich Mense, Wilfried Lorenz                 | 5826         | 560                         | 463                         | 618                         | 1463                        | 1162                        | 861                         | 1162                        |
| Bronzo  | Stati Uniti      | Aphrodite      | Lowell North, Charles Rogers, Richard Deaver                 | 5523         | 986                         | 764                         | 1463                        | 986                         | 560                         | 764                         | 560                         |
| 4       | Gran Bretagna    | Andromeda      | Edwin Parry, Jeremy Harris, Peter Reade                      | 5090         | 764                         | 1463                        | 508                         | 1162                        | 508                         | 685                         | 207                         |
| 5       | Bermuda          | Oleander XII   | Kirk Cooper, Conrad Soares, Penny Simmons                    | 5055         | 184                         | 560                         | 764                         | 685                         | 1463                        | 1162                        | 421                         |
| 6       | Italia           | Argeste        | Sergio Sorrentino, Annibale Pelaschiar, Sergio Furlan        | 4636         | 1162                        | 421                         | 986                         | 349                         | 685                         | 618                         | 764                         |
| 7       | Bahamas          | Guanahani      | Godfrey Kelly, Basil Kelly, Robert Eardley                   | 4294         | 259                         | 349                         | 349                         | 861                         | 764                         | 508                         | 1463                        |
| 8       | Grecia           | Proteus II     | Odyssevs Eskitzoglou, Georgios Zaimis, Themistoklis Magoulas | 4188         | 349                         | 1162                        | 463                         | 508                         | 384                         | 986                         | 685                         |
| 9       | Unione Sovietica | Olen           | Jurij Šavrin, Lev Alekseev, Valerij Nikolin                  | 3996         | 685                         | 508                         | 1162                        | 560                         | 618                         | 463                         | 384                         |
| 10      | Argentina        | Tango          | Jorge Alberto Salas, Jorge del Río Salas, Rodolfo Rivademar  | 3682         | 618                         | 986                         | 207                         | 384                         | 287                         | 421                         | 986                         |
| 11      | Canada           | Serendipity    | Ed Botterell, J. J. MacBrien, Lynn Watters                   | 3459         | 861                         | 861                         | 421                         | 618                         | 349                         | 317                         | 349                         |
| 12      | Australia        | Cambria        | Graham Drane, Ian Quartermain, John Coon                     | 3243         | 508                         | 384                         | 685                         | 101                         | 421                         | 384                         | 861                         |
| 13      | Paesi Bassi      | Barco Deloro   | Wim van Duyl, Henny Scholtz, Jan Jongkind                    | 3218         | 384                         | 141                         | 560                         | 764                         | 861                         | 101                         | 508                         |
| 14      | Svezia           | Kuling         | Bo Kaiser, Arne Settergren, Styrbjörn Holm                   | 2601         | 317                         | 685                         | 259                         | 207                         | 463                         | 560                         | 317                         |
| 15      | Norvegia         | Monica         | Morits Skaugen, Egil Normann Ly, Knut Bengtson               | 2067         | 421                         | 317                         | 384                         | 421                         | 317                         | 207                         | 184                         |
| 16      | Portogallo       | Grifo IV       | Joaquim Basto, Carlos Ferreira, Eduardo de Queiroz           | 1804         | 463                         | 184                         | 317                         | 259                         | 101                         | 349                         | 232                         |
| 17      | Giappone         | Miss Nippon V  | Saburo Tanamachi, Tadashi Funaoka, Teruyuki Horie            | 1762         | 232                         | 207                         | 232                         | 317                         | 259                         | 259                         | 463                         |
| 18      | Messico          | Acipactli      | Mauricio de la Lama, Eduardo Prieto, Juan Frias              | 1632         | 101                         | 618                         | 287                         | 232                         | 101                         | 232                         | 162                         |
| 19      | Hong Kong        | Phoenix        | John Park, Paul Cooper, William Turnbull                     | 1461         | 287                         | 232                         | 184                         | 184                         | 101                         | 287                         | 287                         |
| 20      | Irlanda          | Akatonbo       | Eddie Kelliher, Harry Maguire, Rob D'Alton                   | 1331         | 207                         | 162                         | 101                         | 287                         | 232                         | 184                         | 259                         |
| 21      | Filippine        | Kalayaan       | Fausto Preysler, Feliciano Juntareal, Jesus Maria Villarreal | 1056         | 141                         | 287                         | 101                         | 141                         | 184                         | 162                         | 141                         |
| 22      | Thailandia       | Linglom        | Birabongse Bhanubandh, Arunee Bhanubandh, Prateep Areerob    | 846          | 162                         | 120                         | 162                         | 120                         | 162                         | 120                         | 120                         |
| 23      | Giamaica         | Miss Nippon IV | Barton Kirkconnell, Earl Taylor, Steven Henriques            | 832          | 120                         | 101                         | 101                         | 162                         | 207                         | 141                         | 0                           |